# Rinaldo (opera)
Rinaldo (HWV 7) je opera seria Georga Friedricha Händela z roku 1711. Je to první Händelova londýnská opera. Libreto napsali Giacomo Rossi a Aaron Hill na náměty z eposu Torquata Tassa Osvobozený Jeruzalém z doby první křížové výpravy. Premiéra proběhla 24. února 1711 v Queen's Theatre (dnes Her Majesty's Theatre) v Londýně.

## Vznik opery

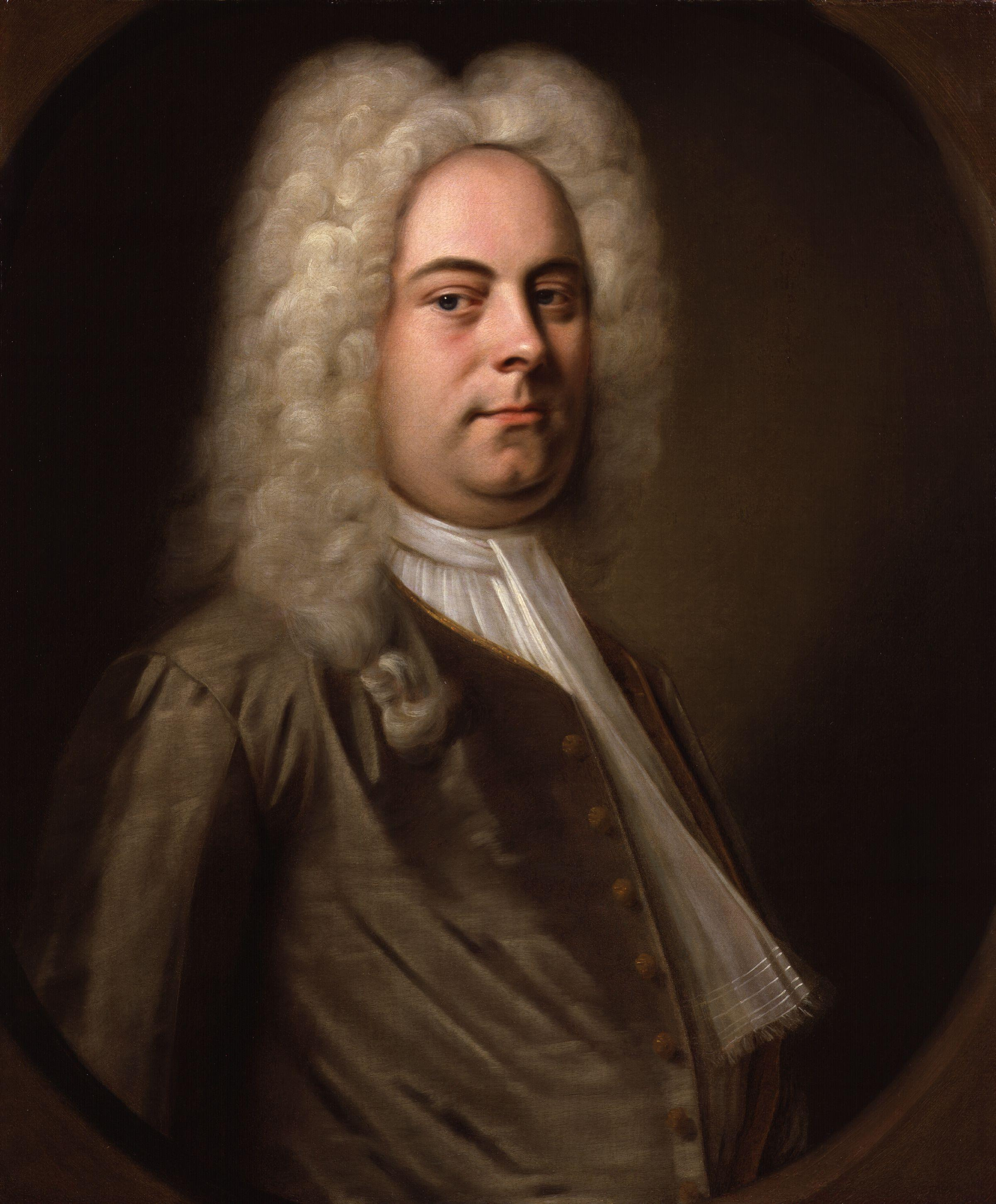
Händelův portrét od Balthasara Dennera

Po úspěchu svých prvních oper Almira a Nero v Hamburku odjel tehdy jedenadvacetiletý Händel do Itálie. I zde slavil úspěchy v Římě, Neapoli a v Benátkách. Představení Händelovy opery Agrippina se v Benátkách zúčastnil i hannoverský kurfiřt Georg Ludwig, který nabídl Händlovi místo kapelníka. Ten na toto místo nastoupil v roce 1710. Ještě téhož roku odejel na studijní cestu do Londýna (dlouhodobé studijní cesty měl vymíněny ve smlouvě). Zde ho předcházela skvělá pověst skladatele italských oper a tak se na něho obrátil divadelní podnikatel Aaron Hill a objednal u něho operu na námět z Osvobozeného Jeruzaléma. Hillův námět přebásnil do italštiny Giacomo Rossi. Händel operu složil během prosince 1710 a ledna 1711. Jak bylo v té době běžným zvykem, použil při skladbě částí svých dřívějších děl (z oper Almira, Agrippina, Ezio, Rodrigo a dále ze svých oratorií, serenád a instrumentálních skladeb).

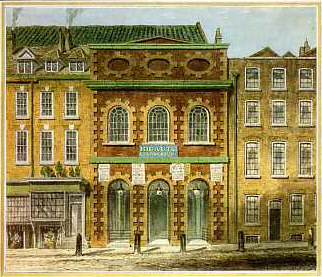
Queen's Theatre v Londýně,
kresba William Capon

Opera slavila neobyčejný úspěch u publika i u kritiky pro svou krásnou hudbu a skvělé pěvecké provedení italskými zpěváky (kastráti Niccolo „Nicolini“ Grimaldi, Valentino „Valentini“ Urbani, Giuseppe Cassani, zpěvačky Elisabetta Pilotti-Schiavonetti a Francesca Vanini-Boschi). Dále se představení proslavilo i scénickými efekty (létající draci, živé ptactvo v zahradách, bitva apod.) nebo virtuózními improvizacemi samotného autora na cembalo. Opera měla čtrnáct repríz a hrála se ještě v letech 1712, 1713, 1714 a 1717. Přepracovanou verzi opery uvedl Händel v Londýně i v roce 1731.
Dílo, které bylo v roce 1711 obdivováno se po několika desetiletích stalo symbolem zastaralé formy a terčem posměchu. Některé scény z Rinalda jsou zesměšňovány v Žebrácké opeře (The Beggar's Opera) z roku 1728  Johna Gaye. Rinaldo pak upadl na dvě stě let do zapomnění.
Zvýšený zájem o tzv. dobově poučenou interpretaci barokní hudby vrátil operu zpět na operní jeviště. Po úspěchu v MET v roce 1984 byla několikrát uvedena na předních scénách a několikrát nahrána (viz přehled).

## Postavy
- Goffredo, vojevůdce křižácké armády[3] - mezzosoprán / kontratenor / soprán[4]
- Almirena, jeho dcera, snoubenka Rinaldova - soprán
- Rinaldo, křesťanský rytíř, snoubenec Almirenin - kontratenor / soprán / mezzosoprán[4]
- Eustazio, bratr Goffredův[5] - kontratenor / alt[4]
- Argante, král Jeruzaléma, milenec Armidin - bas
- Armida, kouzelnice a královna Damašku, milenka Argantova – soprán
- Žena – soprán[6]
- Křesťanský kouzelník - kontratenor / bas[4]
- Dvě Sirény - soprány
- Hlasatel - bas

## Obsah opery

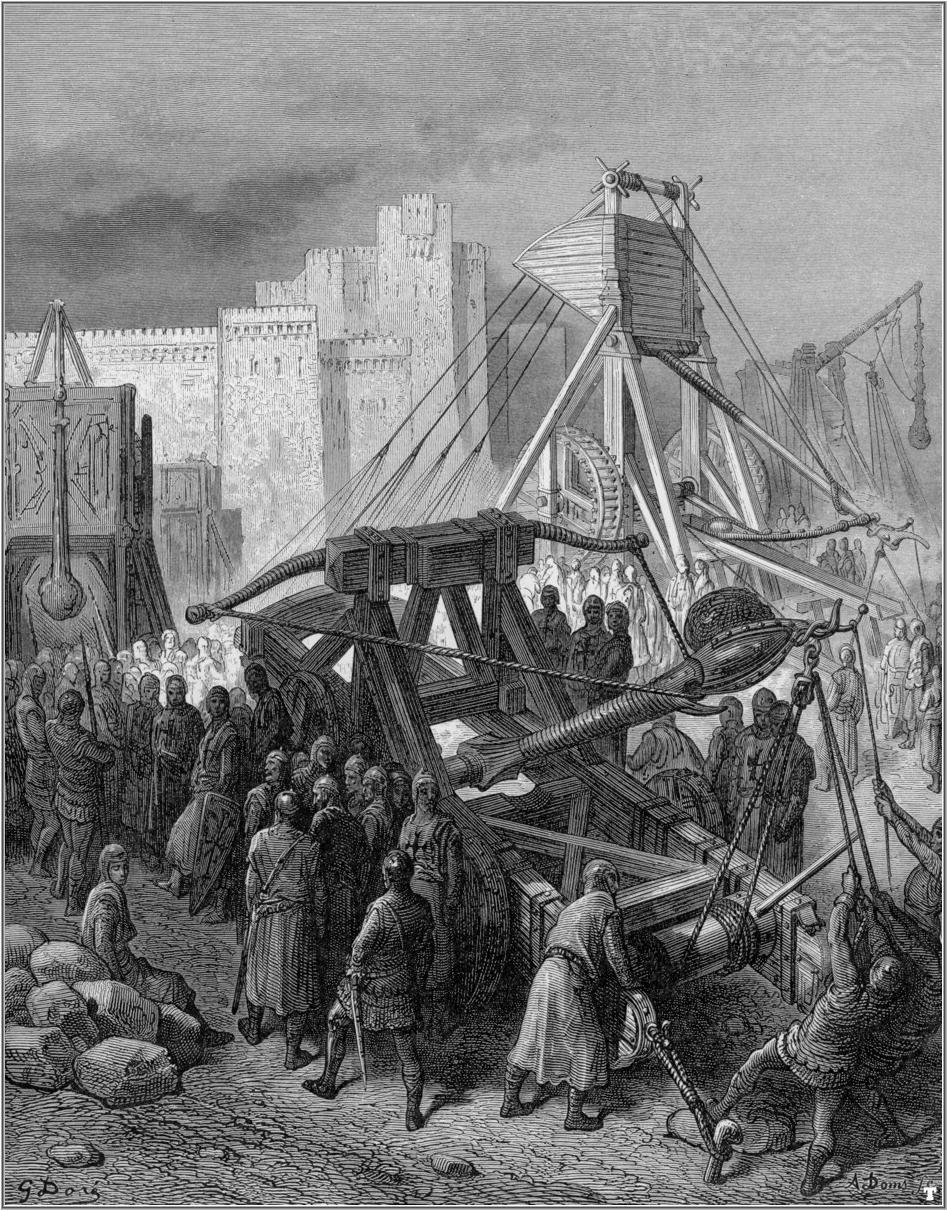
Křižáci před hradbami Jeruzaléma od Gustava Doré

Opera se odehrává v době první křížové výpravy a zpracovává smyšlenou příhodu z básnické knihy Torquata Tassa Osvobozený Jeruzalém, kdy pohanská kouzelnice a královna Damašku Armida má svému bratru pomoci proti křižákům tím, že zavraždí rytíře Rinalda. Při pohledu na jeho krásu k němu ale vzplane láskou a čin nevykoná.

### První jednání
Křesťanské vojsko obléhá Jeruzalém. Vojevůdce Goffredo hovoří s rytířem Rinaldem o budoucí bitvě. Rinaldo žádá o ruku Goffredovy dcery Almireny. Goffredo mu ji slibuje ale až po vítězné bitvě. Almirena a Eustazio žádají Rinalda, aby se před bojem nerozptyloval city.
Ozvou se fanfáry a Herold ohlašuje příchod jeruzalémského krále Arganta. Král přijíždí s pompou a pyšně žádá o třídenní příměří. Goffredo velkomyslně svoluje a odchází.
Argante volá na pomoc kouzelnici Armidu, damašskou královnu a svou milenku. Armida přilétá na voze, taženém draky. Prozrazuje Argantovi věštbu, že křesťané zvítězí díky rytíři Rinaldovi. Slibuje, že ho sama zneškodní.
Rinaldo a Almirena si vyznávají lásku v zahradě. Armida pomocí kouzel unese Almirenu. Přicházejí Goffredo a Eustazio a zoufalý Rinaldo jim líčí své neštěstí. Eustazio vypráví o moudrém křesťanském kouzelníku, který žije na úpatí hory a který jim jistě poradí. Všichni tři se za ním odeberou.

### Druhé jednání
Goffredo, Eustazio a Rinaldo jdou po mořském břehu k hoře, na jejímž vrcholu je Armidin zámek a na úpatí sluj, kde žije křesťanský kouzelník. Na břehu je loďka a Sirény lákají Rinalda, že ho odvezou za Almirenou. Goffredo i Eustazio jej přemlouvají, aby nedbal lákání, Rinaldo je ale neuposlechne a odplouvá.
V kouzelné zahradě Armidina paláce pláče Almirena. Dojatý Argante jí vyznává lásku a slibuje jí propuštění.
Armida nechává svými duchy přivést Rinalda, který se dožaduje navrácení své nevěsty. Armida mu vyhrožuje, záhy ji ale oslňuje Rinaldova krása a její nenávist se mění v lásku. Rinaldo odmítá její vyznání a proto se Armida kouzlem promění v Almirenu. Rinaldo se k ní vrhá, ale záhy pozná lest a odchází. Armida v Almirenině podobě za ním spěchá, ale potkává Arganta. Ten znovu vyznává domnělé Almireně lásku. Armida se vrátí do své podoby, Argante se přiznává ke své lásce k Almireně a odchází. Armida slibuje všem pomstu za své potupení.

### Třetí jednání
Goffredo a Eustazio přicházejí k hoře, kde je kouzelník informuje o tom, že Almirena i Rinaldo jsou v zajetí v kouzelném zámku. Bojovníci se snaží zámek dobýt, ale kouzelné obludy je zahánějí zpět. Kouzelník jim dává čaromocné pruty, které dokážou zlomit Armidina kouzla a vojáci se vydávají znovu na horu.
Ve své zahradě chce Armida zabít Almirenu. Rinaldo se ji pokouší obměkčit a poté jí v činu zabránit, je ale opět přemožen obludami. Vchází Goffredo a Eustazio a pomocí čarovných prutů ruší všechna kouzla. Armida ale uniká. Goffredo vybízí Rinalda, aby v nastávající bitvě hrdinstvím odčinil svá pochybení.
Argante a Armida si před bitvou navzájem odpouštějí svá milostná vzplanutí. Nastává bitva. Rinaldo dobude města a přivádí před Goffreda zajatého Arganta. Eustazio přivádí zajatou Armidu. Almirena a Rinaldo se těší na svatbu. Argante a Armida uznávají svou porážku a podrobují se. Goffredo jim velkomyslně daruje svobodu.
Stejný nebo podobný námět zpracovali ve svých operách rovněž další skladatelé, viz článek Armida.

### Slavné árie
| italsky                 | česky                        | postava              | jednání / scéna |
| ----------------------- | ---------------------------- | -------------------- | --------------- |
| Augelletti, che cantate | Ptáčkové, jež tu zpíváte     | Almirena             | I. / 6.         |
| Cara sposa              | Drahá nevěsto                | Rinaldo              | I. / 7.         |
| Il vostro maggio        | Svůj nejkrásnější věk        | duet Sirén           | II. / 3.        |
| Lascia ch'io pianga     | Nech mne oplakávat           | Almirena             | II. / 4.        |
| Andate, o forti         | Tak jděte, ó siláci          | Křesťanský kouzelník | III. / 2.       |
| Or la tromba            | Teď mě trubka slavnostně zve | Rinaldo              | III. / 9.       |

## Novodobá uvedení a nahrávky (výběr)

### Divadelní uvedení
- Metropolitní opera, New York, 1984 - vůbec první Händelova opera uvedená v Metropolitní opeře
- Teatro La Fenice, Benátky, 1989
- Innsbrucker Festwochen der Alten Musik, Innsbruck, 2002
- Národní divadlo v Praze, 2009

### Nahrávky
- Nuova Era 1990, Rinaldo: Marilyn Horne (mezzosoprán), Almirena: Cecilia Goodie (soprán), Goffredo: Ernesto Palaclo (tenor), Armida: Christine Weidinger (soprán), Argante: Natale de Carolis (basbaryton), Křesťanský kouzelník: Carlo Colombara (bas), Sirény: Catarina Calvi (soprán) Cosetta Tosetti (soprán), Hlasatel: Fabio Tartari (bas), orchestr divadla La Fenice, Benátky, dirigent: John Fisher.[8]
- Decca, 2000, Rinaldo: David Daniels (kontratenor), Almirena: Cecilia Bartoli (mezzosoprán), Argante: Gerald Finley (baryton), Armida: Luba Orgonasova (soprán), Křesťanský kouzelník: Bejun Mehta (kontratenor), Hlasatel: Mark Padmore (tenor), Eustazio: Daniel Taylor (kontratenor), Goffredo: Bernarda Fink (mezzosoprán), Sirény, Žena: Catherine Bott, Ana-Maria RineOn (soprány), orchestr: Academy of Ancient Music, dirigent: Christopher Hogwood[9]
- Harmonia Mundi, 2002, Rinaldo: Vivica Genaux (mezzosoprán), Almirena: Miah Persson, soprán, Armida: Inga Kalna (soprán), Goffredo: Lawrence Zazzo (tenor), Argante: James Rutherford (baryton), Eustazio: Christophe Dumaux (kontratenor), Křesťanský kouzelník: Dominique Visse (kontratenor), Freiburger Barockorchester, dirigent: René Jacobs[10]
- Naxos 2006, Goffredo: Marion Newman (mezzosoprán), Almirena: Laura Whalen (soprán), Rinaldo: Kimberly Barber (mezzosoprán), Eustazio: Jennifer Enns Modolo (mezzosoprán), Argante: Sean Watson (baryton), Armida: Barbara Hannigan (soprán), Kouzelník: Giles Tomkins (basbaryton), Žena: Nicole Bower (soprán), Siréna: Catherine Affleck (soprán), Siréna: Melinda Delorme (soprán), Hlasatel: Lenard Whiting (tenor), orchestr: Aradia Ensemble (Toronto), dirigent: Kevin Mallon, nahráno 2004[11]